# Kurkisaari (ö i Lappland)
Kurkisaari är en ö i Finland. Den ligger i vattendraget Kitinen och i kommunen Sodankylä i den ekonomiska regionen Norra Lappland och landskapet Lappland, i den norra delen av landet, 800 km norr om huvudstaden Helsingfors. Öns area är 1,2 hektar och dess största längd är 230 meter i öst-västlig riktning.